# Maria Eugênia Monteiro de Barros
Maria Eugênia Monteiro de Barros, primeira e única Condessa Monteiro de Barros (Rio de Janeiro, 13 de dezembro de 1848 — Paris, 10 de maio de 1925), foi proprietária rural e nobre brasileira.
Maria Eugênia foi a terceira dos seis filhos do comendador Lucas Antônio Monteiro de Barros e de Cecília de Morais Monteiro de Barros. Por parte de seu pai, era neta dos viscondes de Congonhas do Campo; já pelo lado materno, era neta dos barões de Piraí. Casou-se com seu primo Carlos Monteiro de Barros, filho de seu tio desembargador Rodrigo Antônio Monteiro de Barros e de Maria Marcolina Prado Monteiro de Barros. Uma das irmãs de Maria Eugênia, Maria Teresa, também casou-se com um irmão de Carlos, Antônio Augusto.
O casal teve cinco filhos:

Brasão de Maria Eugênia Monteiro de Barros, Condessa de Monteiro de Barros, 1888.

1. Cecília Helena Monteiro de Barros (Barra Mansa, 9 de abril de 1866 — Monte Carlo, 24 de novembro de 1943), casada com Alfredo da Rocha Faria de Nioaque, 2.º Barão de Nioaque;
2. Maria Eugênia Monteiro de Barros (Barra Mansa, 20 de dezembro de 1867 — França, 9 de julho de 1944), casada com Alberto, irmão de Alfredo de Nioaque;
3. Carlos Monteiro de Barros, agraciado com o título de conde pela Santa Sé, casado com Olga de Rio Negro, filha dos barões de Rio Negro;
4. Maria Elisa Monteiro de Barros (Barra Mansa, 26 de agosto de 1870 — Paris, 15 de março de 1931), casada com Ernest Jules Henri, diplomata francês;
5. Maria da Luz Monteiro de Barros (Rio de Janeiro, 27 de abril de 1876 — Paris, 5 de março de 1903), casada com Maxime de Chérade de Montbron, Conde de Montbron[1].

A figura de Maria Eugênia está ligada às origens do município paulista de Santa Cruz das Palmeiras, uma vez que ela foi uma das primeiras colonizadoras da região, ao fundar a Fazenda Palmeiras, cujo nome foi adotado pelo povoado que se formava. Ela também teve papel ativo na reforma da igreja matriz da cidade, a qual não chegou a ver pronta. Por seus serviços prestados à fé católica, Maria Eugênia recebeu o título de Condessa de Monteiro de Barros da Santa Sé.